# Palais Böhler
Pour les articles homonymes, voir Böhler.
Le palais Böhler est un palais urbain de Vienne situé dans le quartier de Wieden, sur la Theresianumgasse. 

## Histoire
Le palais a été construit en style éclectique par Karl König pour Friedrich Böhler entre 1903 et 1905. L'année 1904 est mentionnée au-dessus du portail. 

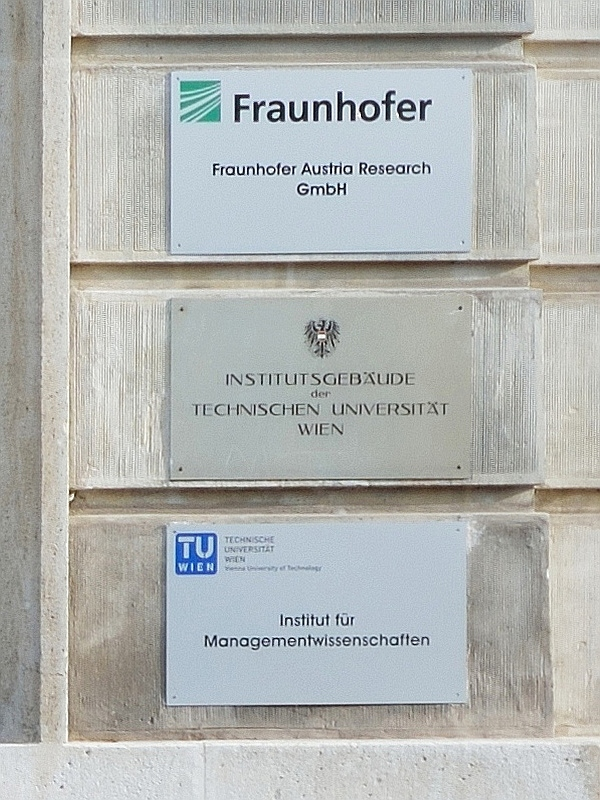
Panneaux de porte au palais Böhler.

Le palais est actuellement utilisé par l'Université de technologie de Vienne comme bâtiment d'institut et est le siège de Fraunhofer Austria Research GmbH.

## Littérature
- Dehio-Handbuch, les monuments d'art de l'Autriche. Inventaire topographique des monuments. Département: Vienne. Volume 2: Wolfgang Czerny: II à IX. et XX. District. Révision. Schroll, Vienne et al.1993,  (ISBN 3-7031-0680-8), p. 197.

## Source de traduction
- (de) Cet article est partiellement ou en totalité issu de l’article de Wikipédia en allemand intitulé « Palais Böhler » (voir la liste des auteurs).